# Sabahat Bademsoy
Sabahat Bademsoy (* 1937) ist eine türkische Schauspielerin, die ab den 1970er Jahren in der Migrantentheaterszene Berlins in Erscheinung trat. 
Bademsoy kam 1968 nach Deutschland und holte später ihren Mann nach. Tayfun und Aysun Bademsoy sind prominente Kinder der Schauspielerin.
In letzter Zeit trat sie in Alle lieben Jimmy als „Oma Aynur“ auf und spielte in der umstrittenen Folge Wem Ehre gebührt der Serie Tatort mit.

## Filmografie (Auswahl)
- 1979: Zuhaus unter Fremden
- 1980: Eingang Hinterhaus
- 1987: Tatort: Voll auf Haß
- 1991: Zwei Schlitzohren in Antalya - mehrere Folgen
- 1992: Der Fahnder – Nachtschicht
- 1994: Oskar und Leni
- 2004: Polizeiruf 110
- 2007: Tatort: Wem Ehre gebührt